# Gjetan Gjetani
Gjetan Gjetani (ur. 2 kwietnia 1982 w Milocie) – poseł do Zgromadzenia Albanii z ramienia Socjalistycznej Partii Albanii.

## Życiorys
Ukończył studia prawnicze na Uniwersytecie w Szkodrze. W 2017 roku uzyskał mandat deputowanego do albańskiego parlamentu z ramienia Socjalistycznej Partii Albanii.